# Альте-Цигельшойне
А́льте-Ци́гельшойне или Ста́ра-Цы́гельница (нем. Alte Ziegelscheune; в.-луж. Stara Cyhelnica) — деревня в Верхней Лужице, Германия. Входит в состав коммуны Паншвиц-Кукау района Баутцен в земле Саксония. Подчиняется административному округу Дрезден.
Находится около 17 километров северо-западнее от Будишина.

## История
Деревня была основана в 1718 году около небольшого кирпичного завода, принадлежавшего женскому монастырю Мариенштерн. Первоначально деревня носила серболужицкое название «Pakostensa» и немецкое — «Zigelscheine».
С 1879 по 1957 года входила в состав коммуны Кукау. С 1957 года входит в современную коммуну Паншвиц-Кукау.
В настоящее время деревня входит в состав культурно-территориальной автономии «Лужицкая поселенческая область», на территории которой действуют законодательные акты земель Саксонии и Бранденбурга, содействующие сохранению лужицких языков и культуры лужичан.
Исторические немецкие наименования:
- Zigelscheine, 1718
- Pacostense, 1759
- Alte Ziegelscheune, 1834
- Alte Ziegel Scheune oder Pacostensa, 1844
- Alte Ziegelscheune, 1875

## Население
Официальным языком в населённом пункте, помимо немецкого, является также верхнелужицкий язык.
Согласно статистическому сочинению «Dodawki k statisticy a etnografiji łužickich Serbow» Арношта Муки в 1884 году серболужицкое население деревни составляло 58 %.
| 1834 | 1871 | 1890 | 2004 | 2007 | 2010 | 2011 | 2017 |
| ---- | ---- | ---- | ---- | ---- | ---- | ---- | ---- |
| 46   | 51   | 51   | 67   | 55   | 53   | 52   | 50   |

## Известные жители и уроженцы
- Ян Брыль (1879—1930) — серболужицкий писатель, переводчик и общественный деятель.
- Герат Ворнар (род. 1942) — католический священник, серболужицкий журналист, публицист и культурный деятель.